# Sebastiano Moretti
Sebastiano Moretti (Tresnuraghes, 3 giugno 1868 – 24 aprile 1932) è stato un poeta italiano di lingua sarda.

## Biografia
Pitanu Morete è stato un poeta estemporaneo della Sardegna, figlio del mugnaio Antonio, da ragazzo aveva frequentato il ginnasio presso il seminario diocesano di Bosa. Dei poeti estemporanei era certamente quello dotato di maggiore cultura letteraria; aveva elaborato nuove forme metriche fra cui la più importante era sa moda, nella quale, oltre a lui, eccelse Gavino Contini.